# Ровшан, Хасан
Хасан Ровшан (родился 24 октября 1955 в Тегеране) — иранский футболист, футбольный тренер, функционер. Выступал на позиции нападающего. В настоящее время занимает пост руководителя технического комитета в иранском клубе «Эстегляля».

## Ранние годы
Хассан родился 21 марта 1955 года в Таджрише (современный район Шемиран). Футболом начал заниматься в команде «Шарк» из третьей лиги Тегерана. В возрасте 13 лет он присоединился к молодёжной команде «Эстегляля». Первоначально он столкнулся с рядом проблем, и наиболее важным был вопрос транспорта. Его дом в Эхтиарье находился довольно далеко от базы «Эстегляля» в Нази Абаде, из-за чего Ровшана изначально сопровождал на тренировки отец. Тем не менее, он не бросил футбол. Его желание играть на высшем уровне, жажда победы и большая любовь к футболу помогли ему преодолеть эти проблемы.

## Карьера игрока

### Клубная карьера
Ровшан быстро приобрёл популярность в Иране. С «Эстеглялем» он выиграл большое число трофеев. Он дебютировал за «Эстегляль» в возрасте 17 лет. В 1974 году он занял второе место в чемпионате Ирана, годом позже выиграл турнир. В 1977 году он выиграл кубок Ирана по футболу.
После чемпионата мира 1978 года несмотря на то, что Ровшан мало играл на турнире, скауты из нескольких стран начали проявлять интерес к футболисту. Ровшан присоединился к «Аль-Ахли Дубай». Вместе со своим товарищем по сборной, Хассаном Назари, он в 1980 году помог «Аль-Ахли» выиграть чемпионат ОАЭ по футболу. В 1982—1983 годах Ровшан вернулся в «Эстегляль».
В 1984 году Ровшан окончательно вернулся в «Эстегляль», где в 1985 году выиграл провинциальную лигу Тегерана.

### Карьера в сборной
На уровне сборной Ровшан выигрывал футбольный турнир Азиатских игр 1974 года и Кубок Азии по футболу 1976 года, также он выходил в четвертьфинал летних Олимпийских игр 1976 года в Монреале и участвовал в финальной части Кубка мира 1978 года в Аргентине. Голы Ровшана в отборе на мундиаль внесли большой вклад в успех команды. Однако из-за высокой скорости и дриблинга против него часто играли грубо, он пропустил несколько игр из-за серьёзной и длительной травмы колена.
Его травма после матчей квалификации стала серьёзной проблемой для тренера Хешмата Мохаджерани. В первом матче Ирана Ровшан выглядел сомнительно. Он не сыграл ни одного полного матча, хотя забил гол в ворота Перу, но Иран проиграл со счётом 4:1. После чемпионата мира 1978 года многие критики в Иране сказали, что, если бы Ровшан был в лучшей форме, результаты Ирана были бы гораздо лучше.

## Тренерская карьера
В 90-е годы он открыл футбольную школу для детей, которая пользовалась успехом. Футбольная школа Хассана Ровшана стала первой футбольной академией на Ближнем Востоке.
У Ровшана есть тренерский сертификат Футбольной ассоциации Англии. В 2005 году он был назначен техническим директором молодёжной сборной Ирана, однако вскоре он ушёл в отставку.
6 августа 2007 года Хассан Ровшан стал руководителем футбольной академии «Эстегляля». Он предложил новую систему развития футбола на основе академии «Астон Виллы», но руководство клуба отказалось предоставлять необходимые средства (150 тыс. долларов США в год). Иранская пресса писала, что Хассан Ровшан пытался изменить внутреннюю ситуацию в клубе, но в итоге ушёл в отставку в конце 2008 года. Академию возглавил Алиреза Мансурян. 15 июля 2011 года президент «Эстегляля» Али Фазоллазадех назначил Ровшана на должность начальника технического комитета, сменив Нассера Хеджази.